# 真田哲弥
真田 哲弥（さなだ てつや、1964年9月10日 - ）は、日本の実業家。KLab株式会社創業者で代表取締役社長、株式会社Blocksmith & Co.代表取締役社長CEO、サイバード共同創業者、一般社団法人 日本スタートアップ支援協会顧問、関西学院大学客員講師、新経済連盟幹事、情報経営イノベーション専門職大学超客員教授。大阪府大阪市出身。

## 概論
関西学院大学在学中に株式会社リョーマを創業して以来何度も起業し、成功と失敗を経験する。1997年、ACCESS Inc.在籍当時、世界初のモバイルインターネットのシステムであるiモードの開発プロジェクトに参画。1998年、世界初のモバイル専門のコンテンツプロバイダ 株式会社サイバードを共同設立、2000年にIPO。2000年株式会社ケイ・ラボラトリー（現KLab株式会社）を設立、代表取締役CEOに就任。2011年KLab株式会社をIPO。2019年から同社社長を退任し、取締役会長ファウンダーに就く。2022年、Web3関連サービス企業、BLOCKSMITH & Co.を設立し代表取締役社長CEOに就任。2025年3月にKLab株式会社 代表取締役社長に復帰。

## 経歴
大阪府大阪市生まれ。大阪星光学院中学校・高等学校を卒業後、一年間の浪人を経て、関西学院大学経済学部経済学科に進学。大学在学中から、当時関西最大と言われていたパーティーサークル「なにわ倶楽部」の立ち上げや、合宿免許にスキーツアーを組み合わせたビジネスで年商10億円を上げるなど学生ビジネスの神様とも呼ばれる存在となった。1987年（昭和62年）ベンチャー企業・リョーマを設立、代表取締役社長となった。創業2年で売上5億円を達成、時代の風雲児として話題になった。
その後、共同創業者だった西山裕之にリョーマを抜けたいといわれたことから、真田自身が社長を辞め退社、大学も中退した。東京に上り、1989年（平成元年）iモードのビジネスモデルの原型となるダイヤルQ2を利用したコンテンツプロバイダ、ダイヤル・キュー・ネットワークを設立。売上30億超まで達したが、1年半で1991年（平成3年）に経営破綻。個人で17億円の債務を背負い、どん底生活を味わいながら、再起の道を模索。借金返済のため、携帯電話の販売や人材派遣など様々な商売を手掛けた。
1997年（平成9年）インターネットを用いたビジネスアイディアを実現するための技術を学ぶため 、33歳にして人生初の会社員を経験、アクセス（のちのACCESS）に入社。1998年（平成10年）Iモードビジネスに照準を合わせ、コンテンツ事業のために堀主知ロバートらとともにサイバードを設立 し、同社代表取締役副社長兼CTOに就任した。サイバード社は1999年（平成11年）2月に開始したNTTドコモの「iモード」を利用したビジネスを手掛け、順調に業績を伸ばして2000年12月にジャスダックに上場。またもや売上100億超の会社を作り上げた。
真田はさらなる事業拡大のためには技術開発に強くなることが不可欠だと考え、2000年、サイバードのR＆D部門として携帯電話向けソフトウェア研究開発型企業ケイ・ラボラトリーを設立、同社代表取締役社長となった。同社は2004年（平成16年）11月にKLab株式会社へ社名変更し、USENの連結子会社となるが、2007年に独立（持分法適用会社から外れた）。KLabは2011年9月に東証マザーズ、2012年5月に東証一部に上場した。
2018年（平成30年）3月、KLabの代表取締役会長兼社長CEOに就任。
2019年（平成31年）3月、KLabの経営トップの若返りと更なる成長を目指すため代表権のない取締役会長ファウンダーに退いた。同年4月、SOICO株式会社 取締役会長に就任。
2022年（令和4年）4月、ブロックチェーン関連事業子会社「株式会社Blocksmith & Co.」を設立、代表取締役社長CEOに就任。同年9月末、KLabの筆頭株主になる（4,042,700株・10.11%）。
他、関西学院大学客員講師、新経済連盟幹事、関西学院大学出身経営者の会「関西学院ベンチャー新月会」副会長、一般社団法人 日本スタートアップ支援協会 顧問、情報経営イノベーション専門職大学超客員教授を務める。

## 人物
- 趣味は音楽、ゴルフ、サーフィン、旅行[18]
- 座右の銘は「着眼大局」「着手小局」[18]
- 影響を受けた人は司馬遼太郎、好きな本は『竜馬がゆく』[18]
- 趣味のサーフィンと経営論を重ねて話すことが多い。流行の波をつかむ（Catch the Wave）ことは、迷って1度逃した波はなかなかやって来ないとYouTube番組で話している[19]。

## ビジネス哲学
- 常にファーストペンギン（その時代の流行変換機）を狙うビジネスを考えている。1回目の上場をしたサイバードは世界初のモバイルコンテンツ（コンテンツサービス、ゲームの提供等）。2回目の上場をしたKLabは世界初のモバイル向けソフトウェア（2010年に日本初のソーシャルゲームをリリース）。令和になって10年から15年に1回しか来ない大型トレンド「WEB3.0」の波が来て、代表権のない会長職に退いていたが2022年、新会社を立ち上げ社長に就任する[19]。他方で、2023年、取締役会長を務めるKlabの株価は、上場来安値を更新し続け、業績回復への道筋はなお不透明であるとされ[20]、批判の声も上がっている[21][22]。
- 経済哲学として「自分の手と足を使って試行錯誤する。結局、そうしたドロくさい方法のほうが知識やノウハウは身につく」とインタビューに答えている[23]。
- 度胸と発想力で逆境を覆し2度の株式上場を果たした楽天家とインタビューで話している。関西学院大学を中退して1年後、NTTが面白いサービスをやるらしいと耳にした。電話回線を使った情報サービスで、その情報料金を徴収代行するという。後の「ダイヤルQ2」である。商機を直感した真田は3ヵ月で事業プランを作り上げて起業準備に取りかかった。当初ダイヤルＱ2は200回線しかなく、申し込み多数の際は抽選だった。そこで真田は学生数百人を集めて申し込み、回線をほぼ独占した。次々に人気コンテンツを打ち出し、破竹の勢いで急成長した[24]。もっとも、取締役会長を務めるKlabは、2023年12月31日時点における東京証券取引所プライム市場への上場維持基準に適合しない状態となり[25]、また株価も上場来安値を更新し続けている（2024年5月30日時点212円）。

## 著書
- 『なぜ、ベンチャーは失敗しやすいのか?』（2007年12月14日、インデックス・コミュニケーションズ）　ISBN 978-4757304918

## CD
- 『やっぱり起業が一番おもしろい!』（2006年7月8日、ビジョネット）　ASIN B001D0Y2O6